# Sztylet

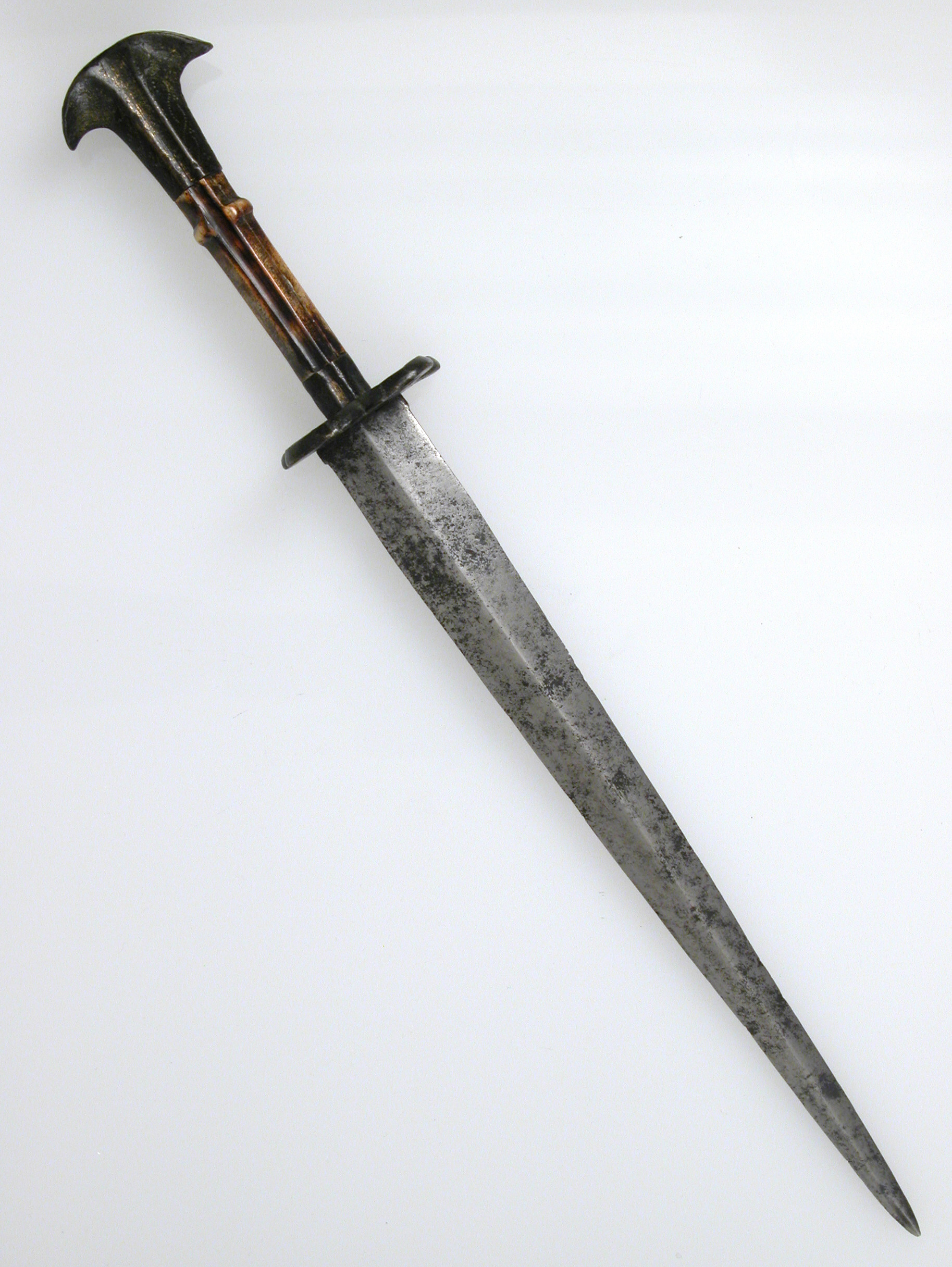
Sztylet europejski, XV w.

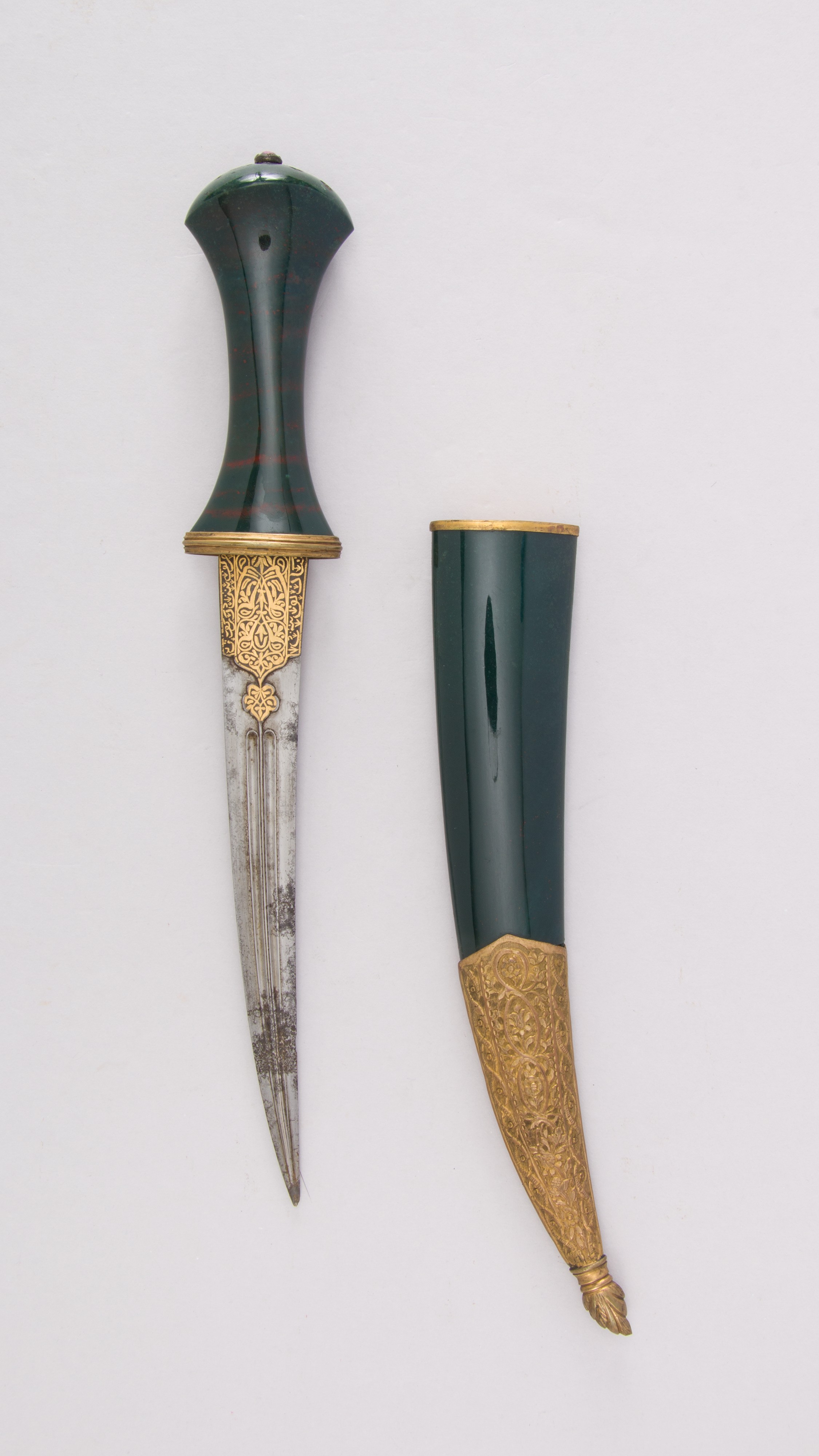
Sztylet perski (handżar), XVIII-XIX w.

Sztylet (staropol. tulich, wł. stiletto) – krótka kolna broń biała, używana głównie w XVI - XIX w. Zróżnicowana w formie (zwłaszcza względem kręgów kulturowych) najczęściej posiadająca jednak stosunkowo krótką, wąską głownię, przystosowaną do kłucia.

## Charakterystyka
Sztylet europejski posiadał najczęściej prostą, cienką, obosieczną głownię o wielokątowym przekroju, niewielki prosty jelec i profilowaną rękojeść. Broń ta rozpowszechniła się w Europie w okresie średniowiecza i renesansu, znajdując zastosowanie zarówno w zakresie wojskowym jak i cywilnym. Sztyletów używano jako broni samodzielnej (zob. np. sztylet tarczkowy, nerkowy, dirk) bądź jako uzupełnienie broni głównej (zob. lewak). Tworzono również sztylety o specjalnym przeznaczeniu (np. mizerykordia służąca do dobijania rannych) lub specyficznej formie (np. sztylet artyleryjski wyposażony w podziałkę do obliczania kalibru dział czy sztylet sprężynowy o rozkładanej głowni służący głównie jako tzw. łamacz mieczy).
Odmiennie niż w Europie, na Bliskim i Dalekim Wschodzie wytwarzano sztylety zarówno o prostych jak i zakrzywionych głowniach (zob. kindżał, kama, kard, pszak, kris, handżar). 
Współcześnie mianem „sztyletów” określą się niekiedy, niektóre rodzaje noży, charakteryzujących się wąską, obosieczną głownią o profilu symetrycznym, z centralnie ułożonym sztychem.